# Hermann Diamanski
Hermann Helmut Diamanski, auch Dimanski (* 4. Mai 1909 in Danzig; † 10. August 1976 in Frankfurt am Main) war ein deutscher Widerstandskämpfer gegen den Nationalsozialismus, Kommunist, Spanienkämpfer und Funktionshäftling im KZ Auschwitz.

## Leben
Diamanski, Sohn eines Seemaschinisten, fuhr nach dem Abschluss der Volksschule von 1924 bis 1935 zur See. Im Alter von 16 Jahren wurde Diamanski Mitglied des Kommunistischen Jugendverbands Deutschlands und 1929 der KPD. Es folgte 1931 ein Besuch der Parteischule in Lüneburg. Seine erste Frau heiratete er 1932, sie soll seinen Angaben zufolge später im KZ Ravensbrück erschossen worden sein, wie er durch weibliche Ravensbrückhäftlinge erfuhr. Nach der Machtübernahme durch die Nationalsozialisten emigrierte er nach England und von dort im Oktober 1937 nach Spanien, wo er am Spanischen Bürgerkrieg als Angehöriger der 11. Internationalen Brigade und danach in der 3. Artilleriegruppe teilnahm. Nach der Niederlage der Republikaner flüchtete er über Belgien nach Frankreich und von dort wieder nach Spanien, wo er 1940 in Barcelona festgenommen wurde.
Noch 1940 wurde er ins Deutsche Reich zur Gestapo überstellt. Diamanski wurde ins KZ Welzheim eingewiesen und von dort zum Gestapo-Gefängnis in der Berliner Prinz-Albrecht-Straße 8 verbracht. Während der dortigen Haftzeit lernte er auch Wilhelm Boger kennen, mit dem er in einer Haftzelle war. Im Februar 1941 wurde er in das KZ Sachsenhausen eingewiesen und im Herbst 1941 zum Arbeitskommando für die Sicherheitspolizeischule Drögen in Fürstenberg/Havel eingeteilt.
Im Mai 1942 wurde Diamanski ins KZ Auschwitz überstellt, wo er umgehend in das Lager  Auschwitz-Monowitz verlegt wurde. Danach wurde er mit weiteren Häftlingen nach Auschwitz-Birkenau verlegt, da er als typhusverdächig galt. Im Männerlager von Auschwitz-Birkenau war er Vorzugshäftling, da er das Kind der KZ-Aufseherin Erna Hermann seinerzeit in Drögen vor dem Ertrinken gerettet hatte. Zudem war er dem Schutzhaftlagerführer Johann Schwarzhuber aus Sachsenhausen bekannt, so dass er Blockältester des Blocks 9 im Männerlager wurde. Danach wurde er Kapo im Männerlager und schließlich Lagerältester im Zigeunerlager des KZ Auschwitz-Birkenau. Diamanski war eigenen Angaben zufolge an einer Intrige gegen den brutalen Rapportführer Gerhard Palitzsch beteiligt, durch die Palitzsch seiner Funktion enthoben wurde. Diamanski, im Lagerjargon als „Zigeunerbaron“ bezeichnet, setzte sich sehr für seine Mithäftlinge ein, indem er beispielsweise illegal Lebensmittel organisierte. Er wurde wegen Häftlingsbegünstigung noch vor Sommer 1944 von seiner Funktion als Lagerältester im Zigeunerlager entbunden und in die Strafkompanie eingewiesen. Von dort kam er im Januar 1945 erneut nach Auschwitz-Birkenau und arbeitete in der Pumpenstation des Lagers. Nach der „Evakuierung“ des KZ Auschwitz gelangte Diamanski über einen Todesmarsch über Gleiwitz in das KZ Buchenwald, wo er am 11. April 1945 durch Angehörige der US-Armee befreit wurde.

### Nach Kriegsende
Nach Kriegsende war Diamanski als Dolmetscher für die US-Armee sowie in einem Transportunternehmen tätig. Von Juli 1946 bis Juni 1947 war Diamanski arbeitslos. Diamanski, der 1946 für einige Monate zum zweiten Mal verheiratet war, heiratete 1947 erneut. Gemeinsam mit seiner Frau siedelte er noch 1947 in die Sowjetische Besatzungszone über und wurde am 1. Juni 1947 Angehöriger der Schutzpolizei bei der thüringischen Landespolizei. Nach Beförderungen kam er im November 1947 zur Volkspolizei und im September 1948 zur Grenzpolizei. Aufgrund unhaltbarer Anschuldigungen wurde Diamanski kurzzeitig beurlaubt, konnte aber im Juni 1949 nach einer Versetzung zur Wasserschutzpolizei Schwerin seinen Polizeidienst wieder aufnehmen. Aufgrund des westlichen Lebenswandels seiner Frau und des Verdachts der Zusammenarbeit mit dem CIC wurde er Ende Dezember 1950 aus dem Polizeidienst entlassen. Danach wurde er Lehrer und zeitweilig stellvertretender Direktor an der Seefahrtsschule in Wustrow (Fischland). Aufgrund einer Denunziation, Diamanski soll sich unerlaubt in West-Berlin aufgehalten haben, wurde er nach Magdeburg versetzt, wo er die Position eines Kulturdirektors bei der Deutschen Schiffahrts- und Umschlagszentrale bekleidete. 
Spätestens im Frühjahr 1953 siedelte Diamanski mit seiner Familie illegal nach West-Berlin über und wurde dort für den amerikanischen Geheimdienst tätig. Diamanski wurde in der Folgezeit bis in die 1970er Jahre durch das Ministerium für Staatssicherheit überwacht und es wurden Inoffizielle Mitarbeiter auf ihn angesetzt. Im Dezember 1953 verzog Diamanski mit seiner Familie in die Bundesrepublik Deutschland. Er lebte in Frankfurt und war nach einigen Gelegenheitsarbeiten Expedient bei der Redaktionsgemeinschaft deutscher Heimatzeitungen.
Diamanski litt insbesondere durch die Misshandlungen während seiner Haftzeit an Gedächtnislücken, innerer Unruhe und Angstzuständen. Am 19. März 1964 sagte Diamanski als Zeuge während des ersten Frankfurter Auschwitzprozesses insbesondere zu Boger und zur Liquidierung des Zigeunerlagers aus. Diamanski sagte aus, dass er von Boger durch die gemeinsame Haftzeit im Gestapogefängnis während seiner Lagerzeit im KZ Auschwitz nicht behelligt wurde. Dennoch belastete er Boger schwer.